# Xavier Espot Zamora
Xavier Espot Zamora (n. 30 octombrie 1979, Escaldes-Engordany, Andorra) este un politician din Andorra. A fost ministru al justiției și este în prezent prim-ministru al Andorrei din 16 mai 2019.
În timpul guvernării lui Antoni Martí, între 25 iulie 2012 și 28 februarie 2019 a fost ministru al afacerilor sociale, justiției și internelor, înlocuind-o pe Rosa Ferrer Obiols. A demisionat la 29 februarie 2019 din funcția de ministru pentru a-și pregăti candidatura pentru cea de prim-ministru la alegerile generale din 2019 (Andorra).
Zamora are o diplomă și un master în drept de la Școala Superioară de Administrație și Management al Afacerilor (ESADE). În plus, are și o diplomă în științe umaniste la Facultatea de Filosofie a Universitatea Ramon Llull din Barcelona.